# محمود البقلي
محمود رشدي البقلي (تُوفي عام 1890 ميلاديًا الموافق 1307 هجريًا) هو طبيبٌ مصري ولد في زاوية البقلي بالمنوفية. درس الطب بالقاهرة وأُرسِل في بعثة إلى ميونيخ بألمانيا ومنها إلى باريس عاد بعدها إلى مصر. فعيّن طبيبًا ومدرِّسًا للتشريح في المدرسة الطبية فرئيسًا للأطباء بالمنوفية. وتوفّي بها بعد أن أصيب بمرضٍ عصبي.
من آثاره: «قاموس طبّي فرنساوي عربي» الصادر في باريس عن المطبعة الشرقية عام 1869 ميلاديًا المُوافق 1286 هجريًا. كُتب على الغلاف «مؤلفه محمود رشدي البقلي الحكيم: حكيم من مدرسة الطب بباريز، طبيب من مدرسة القصر العيني بالقاهرة، تلميذ من الإرسالية المصرية بفراسا، تلميذ برّاني باسبتاليات باريز».